# Valdadige (vino)
Valdadige o Etschtaler è una DOC riservata ad alcuni vini la cui produzione è consentita nelle province di Bolzano, Trento e Verona.

## Zona di produzione
La zona di produzione comprende l'intero territorio dei seguenti comuni:.
- Provincia di Trento: Avio, Ala, Aldeno, Arco, Besenello, Calliano, Calavino, Cembra, Dro, Faedo, Faver, Giovo, Isera, Lasino, Lavis, Lisignago, Mezzocorona, Mezzolombardo, Mori, Nago-Torbole, Nogaredo, Nomi, Padergnone, Pomarolo, Riva del Garda, Roverè della Luna, Rovereto, San Michele all'Adige, Segonzano, Tenno, Trambileno, Trento, Vezzano, Villalagarina, Volano, Zambana.
- Provincia di Bolzano: Andriano, Appiano, Bolzano, Bronzolo, Caines, Caldaro, Cermes, Cornedo all'Isarco, Cortaccia, Cortina all'Adige, Egna, Fiè, Gargazzone, Lagundo, Laives, Lana, Magrè all'Adige, Marlengo, Merano, Montagna, Nalles, Ora, Parcines, Postal, Renon, Riflano, Salorno, San Pancrazio, Scena, Terlano, Termeno, Tesino, Tirolo, Vedena.
- Provincia di Verona: Brentino Belluno, Dolcè, Rivoli Veronese.

## Storia
La vocazione vitivinicola della Valle dell'Adige affonda le radici nelle epoche antiche. Ritrovamenti archeologici a Brentino, in località Servasa hanno portato alla luce contenitori in pietra probabilmente usati per la lavorazione dell'uva in epoca imperiale.
I primi documenti risalgono al 1253, con lo "Statuto di Peri", che tra l'altro sanzionava chi avesse danneggiato "La Vinèa"; nel 1406 la Serenissima emise vari editti inerenti alla coltivazione delle viti.

## Tecniche di produzione
È consentita la menzione vigna seguita dal relativo toponimo, riportato in etichetta sopra la denominazione di origine con dimensioni non maggiori di questa.
Sono consentite le indicazioni che specificano l'attività agricola dell'imbottigliatore, in osservanza delle disposizioni comunitarie e nazionali in materia.
Nell'etichetta deve sempre figurare l'indicazione dell'annata di produzione delle uve.

I contenitori, della capacità nominale massima di 60 litri, possono essere chiusi con tutti i dispositivi ammessi dalla vigente normativa.

## Disciplinare
La DOC Valdadige è stata istituita con DPR 24.03.1975, pubblicato sulla Gazzetta Ufficiale n. 194  del 23.07.1975
 Successivamente è stato modificato con 
- DPR 22.06.1987 GU 298 - 22.12.1987
- DM 18.06.1992 GU 147 - 24.06.1992
- DM 07.08.2000 GU 203 - 31.08.2000
- DM 31.05.2002 GU 141 - 18.06.2002
- DM 07.11.2006 GU 268 - 17.11.2006
- DM 30.11.2011 G.U. 295 – 20.12.2011 Pubblicato sul sito ufficiale del Mipaaf
- DM 12.07.2013 Pubblicato sul sito ufficiale del Mipaaf
- La versione in vigore è stata approvata con D.M. 07.03.2014, pubblicato sul sito ufficiale del Mipaaf[1]

## Tipologie

### Bianco
| uvaggio                        | Pinot bianco, Pinot grigio, Riesling italico, Muller Thurgau e Chardonnay, anche congiuntamente, minimo 20%. Trebbiano toscano, Nosiola, Sauvignon e Garganega, anche congiuntamente, massimo 80% |
| titolo alcolometrico minimo    | 10,5% vol. |
| acidità totale minima          | 4,5 g/l. |
| estratto secco minimo          | 16 g/l |
| resa massima di uva per ettaro | 150 q. |
| resa massima di uva in vino    | 70% |

### Rosso
| uvaggio                        | Enantio e gruppo Schiava,anche congiuntamente, minimo 50% Merlot, Pinot nero, Lagrein, Teroldego, Cabernet Franc e Cabernet Sauvignon, anche congiuntamente, massimo 50%. |
| titolo alcolometrico minimo    | 11,0% vol. |
| acidità totale minima          | 4,5 g/l. |
| estratto secco minimo          | 19,0 g/l |
| resa massima di uva per ettaro | 150 q. |
| resa massima di uva in vino    | 70% |

### Chardonnay
Sono previste le versioni fermo e frizzante, quest'ultima ottenuta solo con  rifermentazione naturale.
|                                | Fermo                 | Frizzante             |
| uvaggio                        | Chardonnay minimo 85% | Chardonnay minimo 85% |
| titolo alcolometrico minimo    | 10,5% vol.            | 11% vol.              |
| zuccheri residui massimi       | 6 g/l.                | nessuno               |
| acidità totale minima          | 4,5 g/l.              | 5,5 g/                |
| estratto secco minimo          | 16,0 g/l.             | 14 g/l                |
| resa massima di uva per ettaro | 150 q.                | 150 q.                |
| resa massima di uva in vino    | 70%                   | 70%                   |

### Pinot bianco
Sono previste le versioni fermo e frizzante, quest'ultima  solo ottenuta con rifermentazione naturale.
«Valdadige» Pinot bianco: 
|                                | fermo                   | frizzante               |
| uvaggio                        | Pinot bianco minimo 85% | Pinot bianco minimo 85% |
| titolo alcolometrico minimo    | 10,5% vol.              | 11% vol.                |
| zuccheri residui massimi       | 6 g/l                   | no                      |
| acidità totale minima          | 4,5 g/l.                | 5,5 g/l                 |
| estratto secco minimo          | 16 g/l                  | 14 g/l                  |
| resa massima di uva per ettaro | 150 q.                  | 150 q.                  |
| resa massima di uva in vino    | 70%                     | 70%                     |

### Pinot grigio
| uvaggio                        | Pinot grigio minimo 85% |
| titolo alcolometrico minimo    | 10,5% vol.              |
| zuccheri residui massimi       | 6 g/l                   |
| acidità totale minima          | 4,5 g/l.                |
| estratto secco minimo          | 16 g/l                  |
| resa massima di uva per ettaro | 150 q.                  |
| resa massima di uva in vino    | 70%                     |

### Schiava
| uvaggio                        | Schiava grossa, Schiava gentile e Schiava grigia, anche congiuntamente |
| titolo alcolometrico minimo    | 10,5% vol.                                                             |
| acidità totale minima          | 4,5 g/l.                                                               |
| estratto secco minimo          | 16 g/l                                                                 |
| resa massima di uva per ettaro | 150 q.                                                                 |
| resa massima di uva in vino    | 70%                                                                    |

### Rosato
| uvaggio                        | Non dichiarato |
| titolo alcolometrico minimo    | 10,5% vol.     |
| acidità totale minima          | 4,5 g/l.       |
| estratto secco minimo          | 16 g/l         |
| resa massima di uva per ettaro | 150 q.         |
| resa massima di uva in vino    | 70%            |